# Hey Harmonica Man
"Hey Harmonica Man" is een liedje van Stevie Wonder. Het werd geschreven door Marty Cooper (van The Shacklefords) en Lou Josie. Tamla Records gaf het op 21 mei 1964 als single uit, met op de B-kant het door Edward Holland, Henry Cosby en Norman Whitfield geschreven "This Little Girl". Wonder bereikte met deze single de 29ste plaats in de Amerikaanse hitlijst.
Voor de hoes werd gebruikgemaakt van een foto van Wonder die op het strand de mondharmonica bespeelt. Dezelfde foto maakt deel uit van de albumhoes van Stevie at the Beach, waar "Hey Harmonica Man" ook op staat. De single en het album waren pogingen van Motown om mee te liften op het succes van surf. Wonder zei later dat hij het liedje gênant vond en het beschouwde als een dieptepunt van zijn carrière.